# Matelea forerana
Matelea forerana är en oleanderväxtart som beskrevs av G. Morillo. Matelea forerana ingår i släktet Matelea och familjen oleanderväxter. Inga underarter finns listade i Catalogue of Life.